# Martiri de santa Llúcia

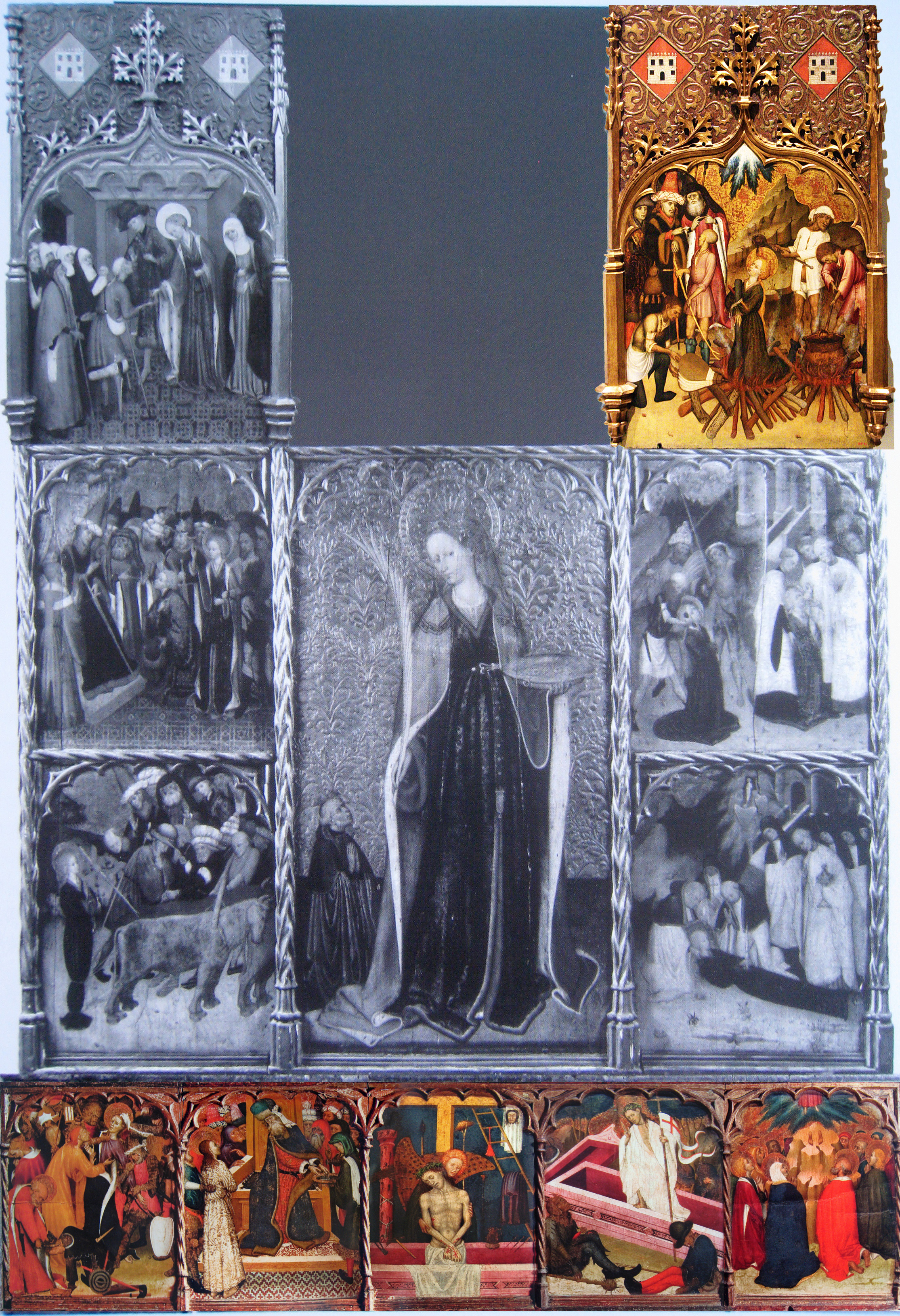
Reconstrucció hipotètica assumint la incorporació de la predel·la de la Passió, avui a la catedral de Barcelona. Versió proposada per G.Macias i R.Cornudella

El Martiri de santa Llúcia és una pintura sobre taula obra de Bernat Martorell realitzada entre 1435 i 1440. Actualment es conserva al Museu Nacional d'Art de Catalunya.
És una de les taules cimeres d'un retaule dedicat a santa Llúcia amb tres carrers, dos pisos i àtic i, probablement, amb predel·la. La taula cimera central, probablement un Calvari, s'ha perdut i l'altra taula de l'àtic, Santa Llúcia repartint almoina, va pertànyer a la col·lecció privada d'Antonio Gallardo, fins a la seva donació al Museu Nacional d'Art de Catalunya formant part de Col·lecció Antonio Gallardo Ballart.

## Història
La data de l'encàrrec d'aquest conjunt cal situar-lo a l'entorn de la finalització del Retaule de sant Jordi (conservat a l'Institut d'Art de Chicago i al museu del Louvre), un dels millors moments de la pintura de Bernat Martorell, en què s'evidencia una gran intervenció en les obres per part del pintor. La pinzellada minuciosa de l'autor en personatges i objectes remarca la textura dels teixits, la pell i els cabells. Representa les robes amb uns dissenys exòtics amb turbants i barrets de pell. Cuida al màxim els detalls i descriu les figures juvenils esveltes, fràgils, mentre els botxins són mostrats amb expressió violenta.
En la producció de Martorell de la dècada de 1430 s'adverteix la influència dels models florentins en convivència amb la incidència nòrdica. A partir de la notícia documental que relaciona Martorell amb els pintors Ambrogio Salarii i Dello Delli, i d'acord amb el nexe que l'obra de Martorell manté amb la de Delli, s'ha de suposar un contacte entre aquests dos creadors.
Tanmateix, a més de la influència de Delli, també cal tenir present la de Julià Nofre, escultor de Florència actiu a la catedral de Barcelona entre el 1431 i el 1435.
L'obra va pertànyer a la col·lecció Barnola (1888) i posteriorment a la col·lecció Torres, des d'on va passar al Museu Nacional d'Art de Catalunya el 1995.

## Descripció
El carrer central contenia la imatge de la santa, una taula el doble de gran que les dels carrers laterals, els quals tenien quatre compartiments amb escenes hagiogràfiques: Denúncia del seu promès al cònsol Pascasi, Els bous no arrosseguen la santa, Degollament i Comunió, una taula doble, i l'Enterrament de la santa. Aquest conjunt de cinc taules es conserven en una col·lecció particular de París, i procedeixen de l'antiga col·lecció Martin Le Roy d'aquesta mateixa ciutat.
La taula central amb la imatge de la santa conté la figura del comitent que s'ha volgut identificar, segons Mary Grizzard, amb el dominic valencià Joan de Casanova, confessor d'Alfons el Magnànim i cardenal de Barcelona o, segons la proposta de Francesc Ruiz Quesada, amb Pere de Palou, canonge i precentor de la catedral de Barcelona i president de la Generalitat de Catalunya (1434-1437) qui podria haver coincidit amb Martorell quan aquest estava realitzant el Retaule de sant Jordi per a la capella de Sant Jordi del Palau de la Generalitat. També apareix relacionat amb Martorell en l'abonament del retaule de Montsó, fet el 1437, i l'escut del seu llinatge és força proper al que figura en aquesta taula.

### Predel·la
Es desconeix si va tenir predel·la i com seria. Ara bé, la hipòtesi plantejada per Chandler R. Post i acceptada com a plausible, situava la Predel·la de la Passió del mateix autor que es conserva al museu de la catedral de Barcelona. Es tracta d'una peça de cinc escenes: El bes de Judes junt amb l'Arrest de Jesús, la Compareixença davant Pilat, el Crist de la Pietat, la Resurrecció i l'Ascensió.
La temàtica habitual de les predel·les gòtiques de la Corona d'Aragó era el cicle de la Passió pel que suposava d'emmirallament del sacrifici del sant principal amb la mort de Crist.
La composició de la primera taula, l'Arrest de Jesús, és plena de dinamisme dels personatges, la inclinació de Judas cap a Jesús que es veu clarament com és sacsejat pels soldats, l'escena en primer pla de sant Pere tallant l'orella de Malcus o el gest de dolor girat d'esquena a l'escena principal que mostra sant Joan, a l'esquerra de la taula. Es tracta d'una composició pràcticament idèntica a la utilitzada per Martorell al seu retaule de sant Miquel de Cérvoles, així com l'episodi de la Compareixença davant Pilat on manté tots els personatges i la seva posició corporal canviant només aspectes de la decoració o els colors de les vestimentes.
El Crist de la Pietat que presideix la predel·la reuneix els elements que sintetitzen la idea de mort, resurrecció, sacrifici i victòria de la Passió. En un resum iconogràfic la imatge està rodejada pels instruments de la Passió i és sostinguda per un àngel que uneix el sacrifici i mort amb la victòria de la glòria celestial.
La caracterització del personatges de la predel·la correspon a la primera etapa del pintor, la qual cosa ve a ratificar la possible assignació d'aquesta peça conservada a la catedral de Barcelona com a part del retaule de santa Llúcia. Els personatges són figures menudes amb rostres de trets suaus, fruit de diminutes pinzellades, si bé transmeten la tensió i dinamisme de l'escena. És un estil comparable a obres com el Salteri ferial i llibre d'hores o el ja esmentat retaule de sant Jordi.